# 徳島県道229号板野インター線
徳島県道229号 板野インター線（とくしまけんどう229ごう いたのインターせん）は、徳島県板野郡板野町を通る一般県道である。

## 概要
板野郡板野町川端の徳島県道・香川県道1号徳島引田線・徳島県道12号鳴門池田線交点から高松自動車道 板野ICに至る。実質的には高松自動車道 板野ICのランプウェイのため、県道標識などは設置されていない。

### 路線データ
- 起点：徳島県板野郡板野町川端（徳島県道・香川県道1号徳島引田線・徳島県道12号鳴門池田線交点）
- 終点：徳島県板野郡板野町川端（高松自動車道 板野IC）
- 総延長：0.398 km[1]

## 歴史
- 1997年（平成9年）4月1日 - 認定。

## 地理

### 通過する自治体
- 徳島県
  - 板野郡板野町

### 交差する道路
| 交差する道路                                                      | 交差する場所 | 交差する場所    |
| ----------------------------------------------------------------- | ------------ | --------------- |
| 徳島県道・香川県道1号徳島引田線 / バイパス 徳島県道12号鳴門池田線 | 川端         | 起点            |
| E11 高松自動車道                                                  | 川端         | 7 板野IC / 終点 |

### 沿線
- 旧吉野川（起点付近）